# 道明加拿大信托
道明加拿大信託 (英文：TD Canada Trust)是加拿大多倫多道明銀行（TD）旗下的個人，中小企业和零售银行業務品牌。 當前的道明加拿大信託部門是道明於2000年收購加拿大信託之後成立的，現時它通過超過1,060分行和3,401台自動櫃員機為约1,500萬加拿大客戶提供一系列金融服務和產品。
儘管加拿大信託（機構編號：509）仍然是一個單獨的實體，但所有新的和大多數現有帳戶都是由多倫多道明銀行直接正式發行的（機構編號：004）。
從2012年開始，多倫多道明銀行已經在其官網及廣告上逐步淘汰了標誌中的“加拿大信託Canada Trust”部分。

## 產品及服務
道明加拿大信託銀行提供個人理財，中小企業借貸及信用, 投資, 理財建議, 保險等一系列金融服務.
道明具有比其他加拿大主要銀行更長的服務時間。由2007年底大部分分行辦公時間調整為：
（1）週一至週三 早上八時至晚上六時，（2）週四至週五 早上八時至晚上八時，（3）週六早上八時至下午四時 (4)有些分行在星期天也营业。

## 其他相關主題
- 加拿大豐業銀行
- 蒙特利爾銀行

## 備註及參考文獻
1. 1 2  . TD Bank Financial Group.   [2013-03-15]. （原始内容存档于2010-07-21）.
2. ↑  Sasha Yusufali. . The Canadian Encyclopedia. 2012  [2013-03-15]. （原始内容存档于2014-02-20）.
3. ↑   (PDF). TD Canada Trust. 1 August 2012  [2013-03-15].[永久]
4. ↑   (PDF). Canadian Payments Association. December 2012  [2013-03-15]. （原始内容 (PDF)存档于2010-12-27）.
5. ↑  .   [2010-07-21]. （原始内容存档于2011-09-01）.